# 馬瀬川

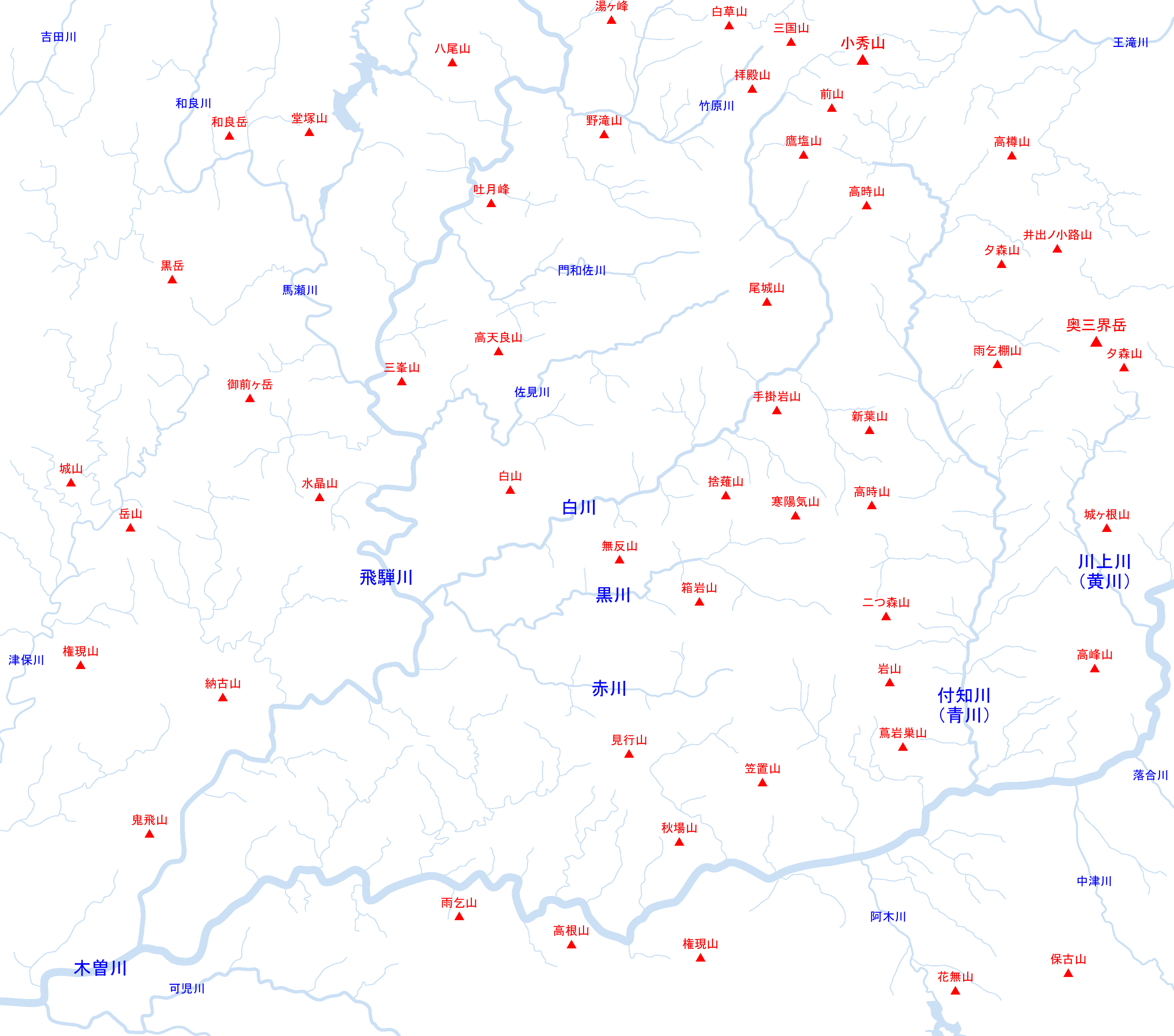
東濃五色川とその周辺の地理

馬瀬川（まぜがわ）は、木曽川水系の一級河川。岐阜県高山市・下呂市を流れる。飛騨川を経て木曽川に合流する2次支川。

## 地理
岐阜県高山市清見町楢谷麦島の北方にある西ウレ峠に源を発し、下呂市金山町金山付近で飛騨川に合流する。飛騨川最大の支流。西ウレ峠付近には神通川水系川上川との分水嶺が見られる。
馬瀬山脈と和良山脈の間をほぼ南に流れ、上流部では飛騨変成帯に属する麦島片麻岩や、デボン紀や古生代の地層の地域を流れる。最上流部の高山市清見町（旧清見村）の地区では一部の小平野に集落や耕地が集中しているほかは、大部分は峡谷を流れて清見町大原では大きな屈曲も見られる。小原川が合流して下呂市馬瀬（旧馬瀬村）に入ると、約30キロメートルにわたって50メートルほどの河谷平野を作り、その間に目立った支流は存在しない。
下呂市金山町に入ると、岩屋ダムの東仙峡金山湖で弓掛川と合流する。岩屋ダムを過ぎると、金山町祖師野付近で和良川、金山町戸部付近で戸川と合流して飛騨川合流点に至る。

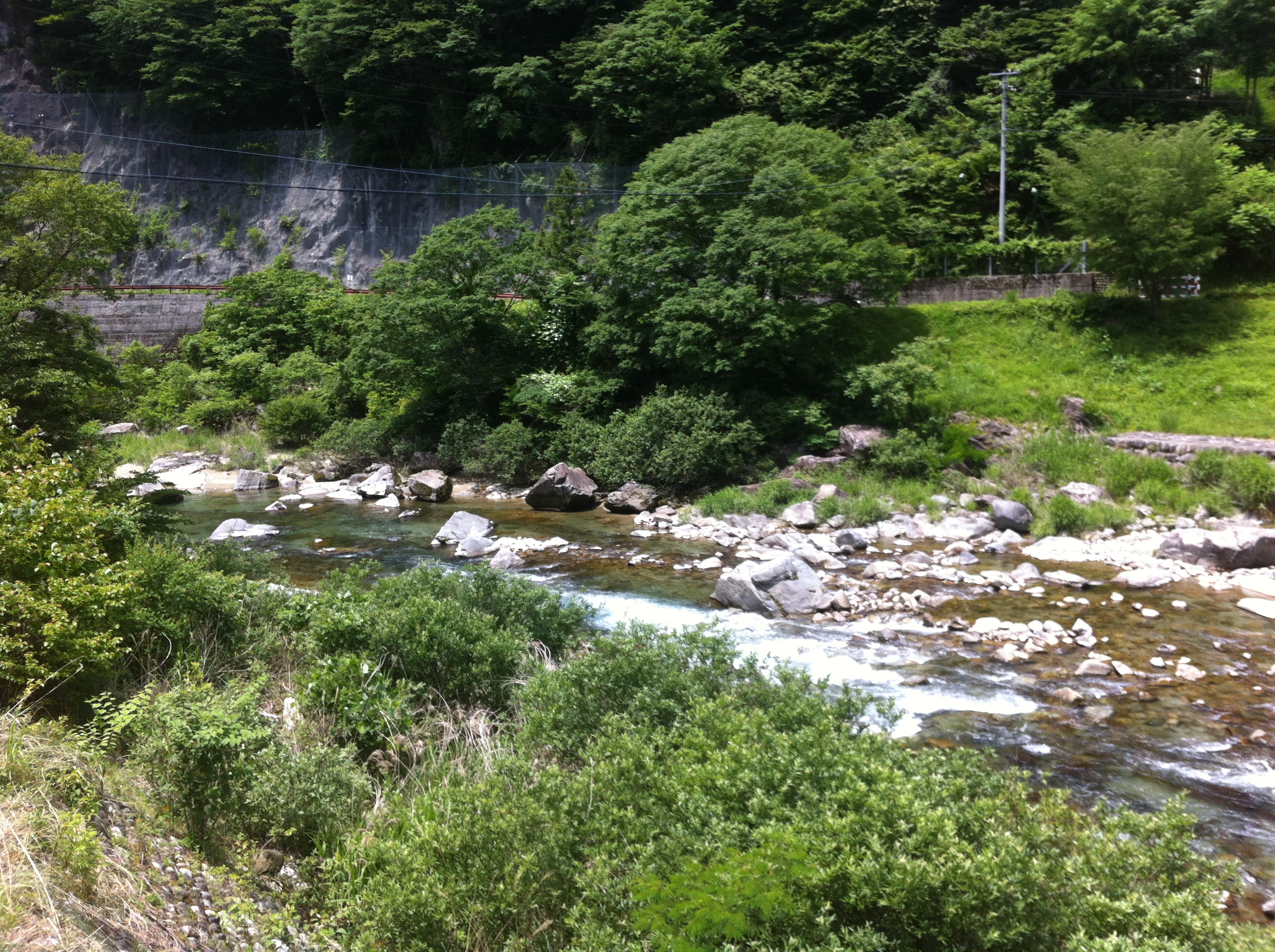
馬瀬西村地内
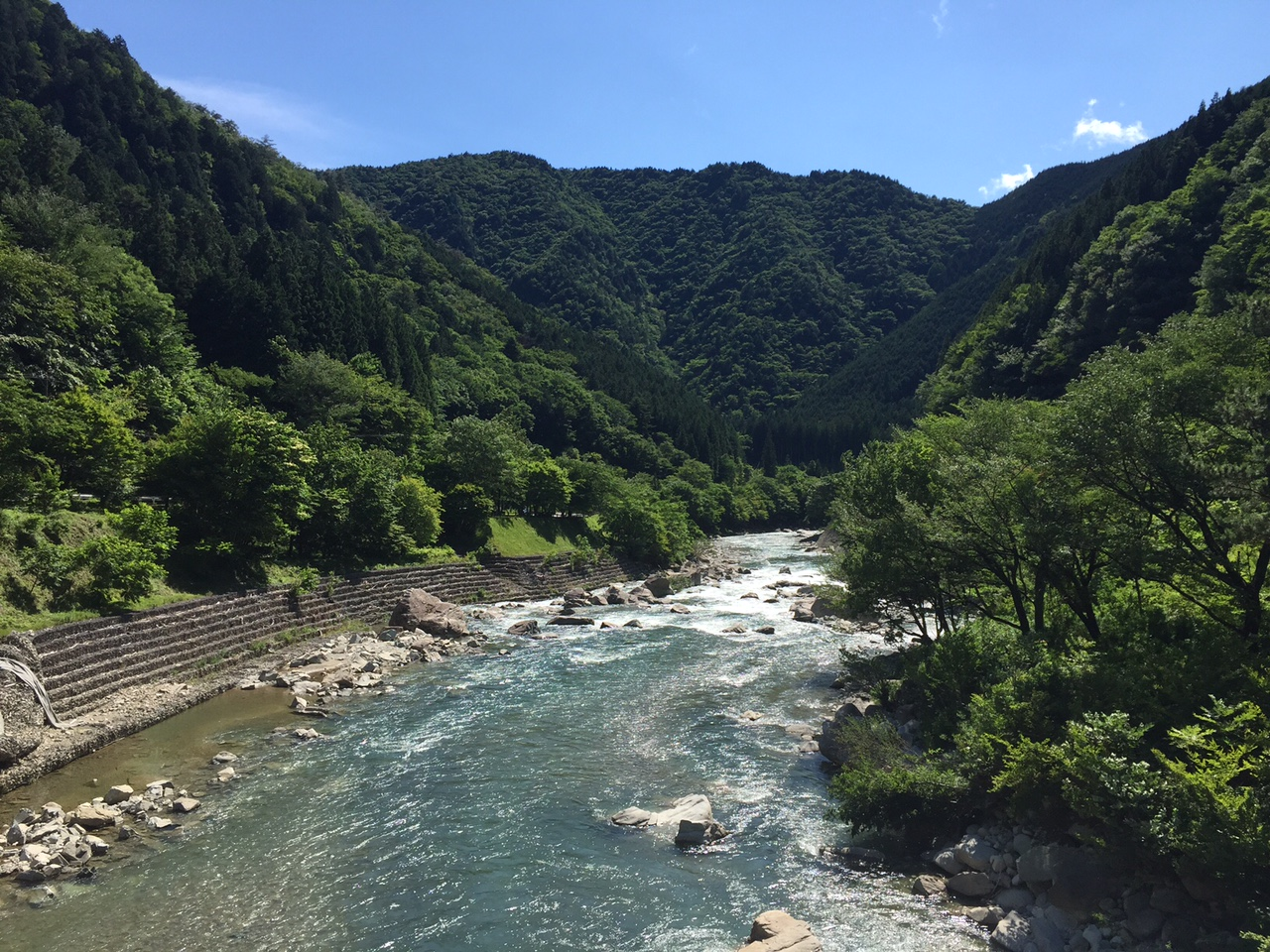
馬瀬下山地内
西村ダム

## 主な橋
上流から中流にかけて並行する国道257号は養老塚橋・猿飛橋・大原大橋など、中流で並行する岐阜県道431号下山名丸線は新宮島橋・湯けむり橋などが架かる。
- 金山橋（岐阜県道438号飛騨金山停車場線）
- 馬瀬大橋（岐阜県道86号金山明宝線）

## 主なダム
- 馬瀬川第二ダム
- 岩屋ダム
- 西村ダム